# Gnatholepis thompsoni
Gnatholepis thompsoni é uma espécie de peixe da família Gobiidae e da ordem Perciformes.

## Morfologia
- Os machos podem atingir 8,2 cm de comprimento total e as fêmeas 5,7.[4][5]

## Habitat
É um peixe marítimo, de clima tropical e associado aos recifes de coral que vive entre 0–50 m de profundidade.

## Distribuição geográfica
É encontrado no Oceano Atlântico ocidental (desde Bermuda, Flórida - Estados Unidos da América - e nas Bahamas até ao Norte da América do Sul) e Oceano Atlântico oriental (ilha de Ascensão, Santa Helena (território) e São Tomé).

## Observações
É inofensivo para os humanos.